# Občina Sveti Tomaž
Občina Sveti Tomaž je občina v Republiki Sloveniji, ki je nastala 1. marca 2006 z izločitvijo iz Občine Ormož. Središče občine je Sveti Tomaž.
V občini so naselja Bratonečice, Gornji Ključarovci, Gradišče pri Ormožu, Hranjigovci, Koračice, Mala vas pri Ormožu, Mezgovci, Pršetinci, Rakovci, Rucmanci, Savci, Sejanci, Senčak, Senik, Sveti Tomaž, Trnovci in Zagorje.